# Alijassa subpallida
Alijassa subpallida är en spindelart som först beskrevs av Ludwig Carl Christian Koch 1866.  Alijassa subpallida ingår i släktet Alijassa och familjen spökspindlar.
Artens utbredningsområde är Colombia. Inga underarter finns listade i Catalogue of Life.